# Plegafulles becfí
El plegafulles becfí (Heliobletus contaminatus) és una espècie d'ocell de la família dels furnàrids (Furnariidae) i única espècie del gènere Heliobletus.

## Hàbitat i distribució
Habita zones boscoses del sud-est del Brasil, est del Paraguai i nord-est de l'Argentina.